# Mike Wilson
Pour les articles homonymes, voir Wilson.
Pour le pilote de karting, voir Mike Wilson (pilote).
Michael LaDon Wilson (né le 29 juin 1983 à Tulsa, Oklahoma, États-Unis) est un voltigeur des Ligues majeures de baseball qui joue pour les Mariners de Seattle.

## Carrière
Mike Wilson est le deuxième joueur drafté au second tour par les Mariners de Seattle à la séance de repêchage amateur de juin 2001. Il refuse une bourse pour poursuivre une carrière de joueur de football américain et accepte une offre de contrat des Mariners.
Wilson passe par la suite dix années en ligues mineures dans l'organisation des Mariners, se distinguant par sa puissance au bâton avec plusieurs saisons de plus de 20 coups de circuit.
À l'âge de 27 ans, Mike Wilson joue son premier match dans les majeures le 10 mai 2011 pour les Mariners de Seattle, qui visitent Baltimore. En neuvième manche de la partie, il retire un coureur des Orioles au marbre avec un relai du champ extérieur pour maintenir l'égalité et forcer la tenue de manches supplémentaires. Puis en 13e manche, à sa quatrième présence au bâton de la partie, il réussit son premier coup sûr au plus haut niveau, un simple aux dépens du lanceur Jeremy Accardo qui lui permet de récolter son premier point produit pour Seattle, son coéquipier Jack Wilson venant marquer sur le jeu. Les Mariners accordent toutefois deux points à la demi-manche suivante, lorsque Baltimore revient au bâton, et encaissent une défaite de 7-6.